# I Don’t Care (singel Apocalyptiki)
I Don’t Care – singel fińskiej grupy muzycznej Apocalyptica promujący jej szósty album studyjny zatytułowany Worlds Collide. Gościnnie w utworze zaśpiewał Adam Gontier znany z występów w amerykańskim zespole Three Days Grace. Piosenkę wyprodukowaną przez Howarda Bensona napisali Max Martin, Adam Gontier oraz Eicca Toppinen. Do utworu powstał wideoklip, który wyreżyserowała Lisa Mann. Wydawnictwo, w formie digital download ukazało się 13 czerwca 2008 roku nakładem wytwórni muzycznej 20-20 Entertainment LLC.

## Lista utworów
| Nr | Tytuł utworu                        | Autorzy                                  | Długość |
| -- | ----------------------------------- | ---------------------------------------- | ------- |
| 1. | „I Don’t Care (feat. Adam Gontier)” | Max Martin, Eicca Toppinen, Adam Gontier | 3:37    |

## Twórcy
| Zespół Apocalyptica w składzie - Eicca Toppinen – wiolonczela - Paavo Lötjönen – wiolonczela - Perttu Kivilaakso – wiolonczela - Mikko Sirén – perkusja, instrumenty perkusyjne Dodatkowi muzycy - Paul Bushnell – gitara basowa - Adam Gontier – wokal prowadzący - Phil X – gitara - Mats Levén – wokal wspierający |  | Produkcja - Ted Jensen – mastering - Rich Costey – miksowanie - Paul Decarli – edycja cyfrowa - Hatsukazu Inagaki – inżynieria dźwięku - Howard Benson – produkcja muzyczna, wokal wspierający, instrumenty klawiszowe, programowanie - Mike Plotnikoff – realizacja nagrań - Ulf Kruckenberg, Henka Johansson – obsługa techniczna perkusji |

## Notowania
| Lista                            | Kraj              | Pozycja |
| -------------------------------- | ----------------- | ------- |
| Billboard Hot Rock Songs         | Stany Zjednoczone | 14      |
| Billboard Mainstream Rock Songs  | Stany Zjednoczone | 1       |
| Billboard Alternative Songs      | Stany Zjednoczone | 2       |
| Billboard Radio Songs            | Stany Zjednoczone | 74.     |
| Billboard Canadian Hot 100       | Kanada            | 78      |
| Billboard Canadian Digital Songs | Kanada            | 63      |
| Suomen virallinen lista          | Finlandia         | 13      |
| Latauslista                      | Finlandia         | 10      |